# قله شاه‌دژ
قله شاهدژ با ۲۸۰۳ متر ارتفاع، بلندترین قله (و نه بلندترین مکان) شهرستان ساری ، واقع در دهستان چهاردانگه‌ی بخش چهاردانگه است. شاهدژ محل مناسبی صخره‌نوردی است، ارتفاع ۵۰۰ متری قله سنگی آن که با زاویه‌ای ۹۰ درجه محیط مناسبی برای صخره‌نوردی، سنگ‌نوردی است.

## خصوصیات

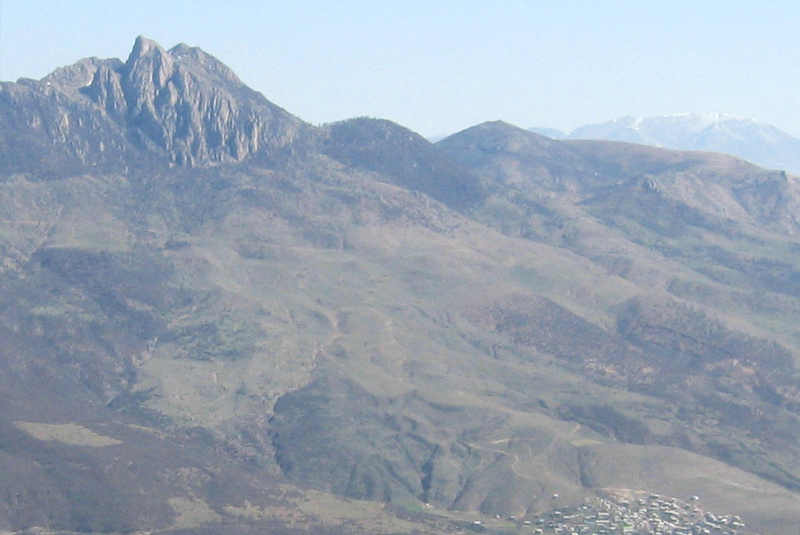
گوشهٔ جنوبی شاهدژ

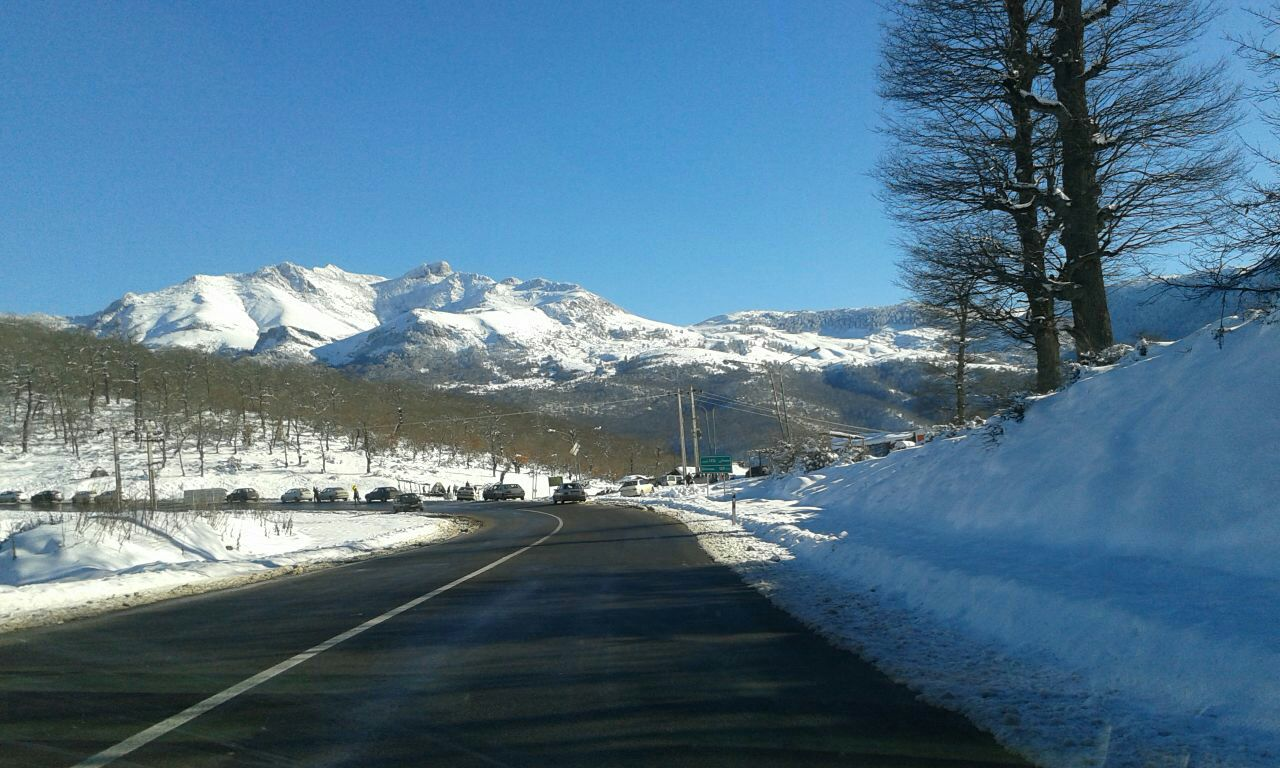
شاهدژ در زمستان

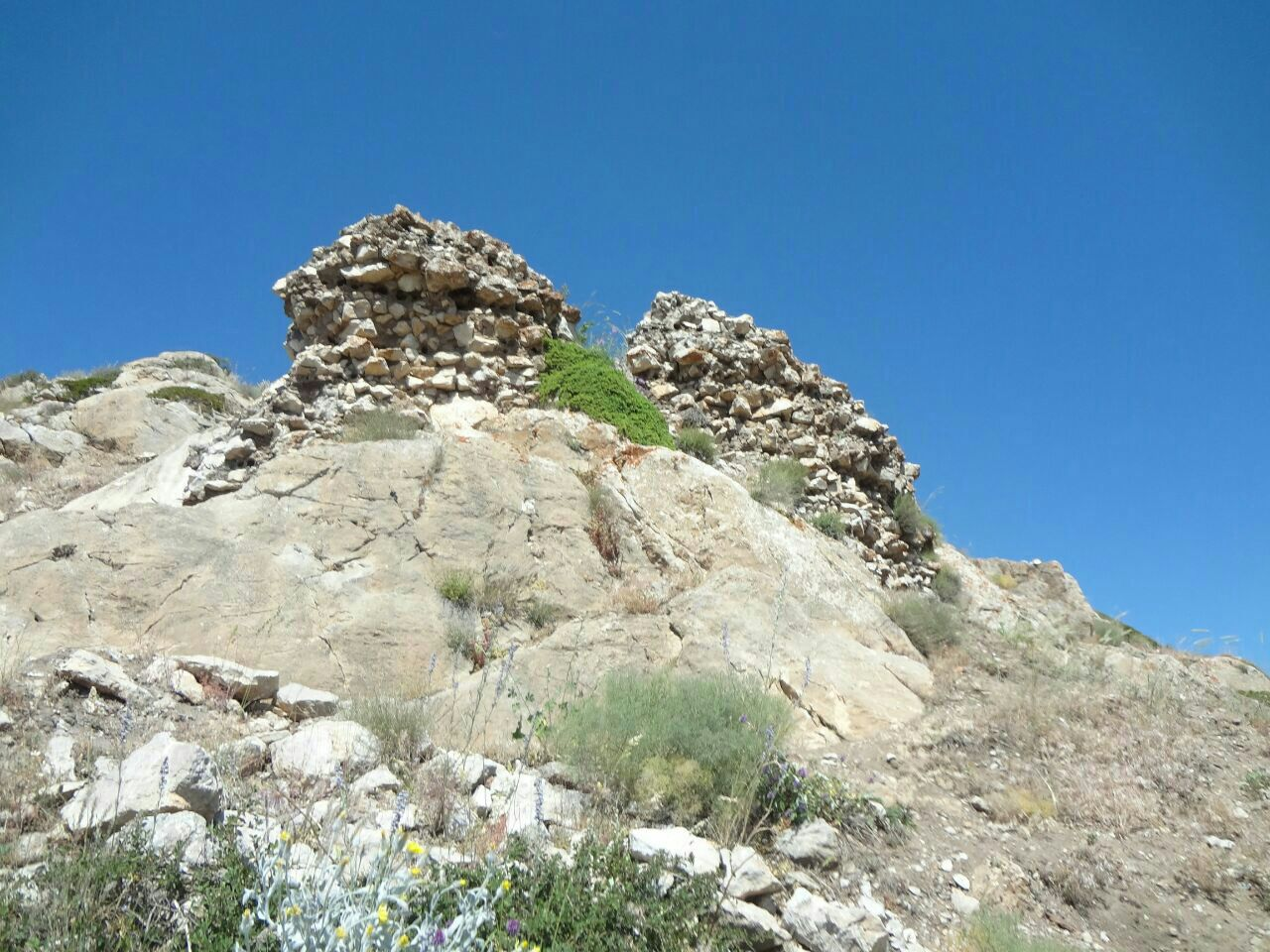
یک برج دیدبانی در شاهدژ.

دامنه‌های شاهدژ تا ارتفاع ۲۵۰۰ متری پوشیده از جنگل است و در تاج قله، دیواره جنوبی سنگی سفید و براق، در آفتاب پرنور کوهستان چون نگینی درخشان بر مخملی زمردین، دیدگان را به خود معطوف می‌دارد و کمی پایین‌تر از جنگل و در شیب دامنه‌های جنوبی آن، زمین‌های زراعی کشاورزان و چراگاه پرعلف و گله‌های دامداران به چشم می‌خورد و در هر گوشه‌ای از دامنه پرمهر آن، چشمه‌های زلال و خنک جاری است که یکی از سرچشمه‌های رود تجن محسوب می‌شود.
در بالای قله که زمینی صخره‌ای و سرسبز و نیمه‌هموار با پوشش علفی و در حدود یک هزار متر مربع است، نشانه‌هایی از دژ و اماکن مسکونی باستانی به چشم می‌خورد که امروزه جز تکه‌های خشت و سنگ‌چین خرابه‌هایش، چیزی از آن باقی نمانده‌است.
دامنه‌های شرقی، شمالی و غربی شاهدژ که مشرف بر روستاهای عالی‌کلا، لنگر و جمال‌الدین‌کلا است، دارای پوشش گیاهی جنگل و علفزار با شیب تند بوده و در قسمتی از دامنه شمالی، با انباشت برف و یخ در چاله‌ای عظیم که در طول سال همچنان برودت خود را حفظ می‌کند یخچالی طبیعی به‌وجود آمده‌است.

## خاستگاه نامگذاری
اهالی منطقه بالاده که حدود یک هزار سال در این جا سکونت دارند بر این عقیده‌اند که بر بلندای شاهدژ، پادشاهانی زندگی می‌کردند و بر همین اساس نام قله به «شاهدژ» معروف شده‌است و باز باور بر این دارند که در روزگاران باستان، پادشاه اساطیری ایران کیکاووس در اینجا زندگی می‌کرد.

## دژ واقع در دامنۀ قله
اسماعیل مهجوری نویسندۀ «تاریخ مازندران» در پوشینۀ دوم این کتاب دربارۀ دژ واقع در شاهدژ چنین می‌نویسد : 
 این دژ بلند و سهمگین، تنها یک راه دارد و آن هم سخت و دشوار است. بر بالای گردنه‌ آن، نزدیک به محوطه داخلی، دیواری است که بیرون آن با سنگ و درونش با آجر ساخته شده است. در بالای گردنه نشانی از دروازه دژ دیده می‌شود. قسمت داخلی کوه که اکنون چراگاه گوسفندان است، روزی پناهگاه و لشکرگاه اسپهبدان باوندی بوده است. داخل دژ در یک گوشه، آخور سنگی دیده می‌شود و در سوی دیگر تونلی است دراز که دژ را به محلی اتصال می‌دهد. قسمت دیگر کوه چاهی است به عمق تقریبی ۵۰ متر، داخل این چاه طاقی بزرگ است که از آنجا، اطراف بیرون به خوبی دیده می‌شود.
خط ارتفاع طاق بر پایه کوه عمود است و در میان دره، راهی است به لنگر و بالاده. احداث این طاق نشان می‌دهد که این محوطه در روزگار اسپهبدان، جای دیده‌بانان بوده و مسلما محیطی که امروزه به شکل چاه درآمده است، در آن سالها پلکانی داشته که از دژ به دیدگاه رفت و آمد می‌شده است.

در محوطه داخلی دژ،آثار گودال‌ها و حوض‌های طبیعی و مصنوعی دیده می‌شود، افزون بر این از دیواره بیرونی این کوه تا دره و دیواره کوه مقابل، لوله‌های ساروجی(سمنتی) یا فلزی کشف شده است و می‌رساند که در آن سالها،آب چشمه باریک ایلال یا کوهی دیگر با این لوله‌های مصنوعی به شاهدژ می‌رفته است. با این توضیح دور نبست که زنان حرمسرای محمد خوارزمشاه به این دژ آمده باشند که هم به کوه قارن و دهستان و هم به آبسکون و تمیشه نزدیک است وهم به شاهراه قدیم عراق و خراسان اتصال دارد.

## غارها
غار «کالُم‌مال» از دیگر غارهای شاهدژ است که در ۲۰۰ متری شیب دامنه شرقی قله در میان تخته‌سنگ‌های بزرگ به صورت چاهی عمیق درآمده‌است.
ورودی غار به صورت دهانه چاهی به قطر ۶۰ تا ۷۰ سانتیمتر در سطح زمین و در میان تخته سنگ‌ها قرار دارد که یک انسان به سختی وارد آن می‌شود. از ورودی غار تا کف آن در حدود ۳ متر ارتفاع داشته و کف آن در حدود ۱۲ تا ۱۵ متر مربع است. سقف مرتفع غار پوشیده از بلورهای آهکی (استلاگتیت) بوده و کف آن از خاک و سنگ‌های آهکی می‌باشد. در داخل غار فضای بزرگی به سوی شمال شرقی و شیبی تند به سوی پایین قرار دارد که به علت تاریکی مطلق و لغزنده بودن، بدون وسایل مجهز غارنوردی امکان ادامه مسیر وجود ندارد.